# Ladislau, o Calvo
Ladislau, o Calvo (em haúça: Szár László; em latim: Ladislas calvus; antes de 997 – antes de 1030) foi membro da Casa de Arpades, um neto do grão-príncipe Taxis. Ele é o único irmão conhecido de Basílio, um duque rebelde que foi cegado sob ordens de seu primo, o rei Estêvão I em 1031 ou 1032. Crônicas medievais, em seu esforço para esconder que os reis da Hungria eram descendentes de um príncipe condenado pelo santíssimo primeiro rei, escreveram que em vez de Basílio, era ancestral dos monarcas. Ján Steinhübel e outros historiados eslavos escrevem que ele foi duque de Nitra sob suserania polonesa, mas essa teoria não foi universalmente aceita pelos historiadores.

## Vida

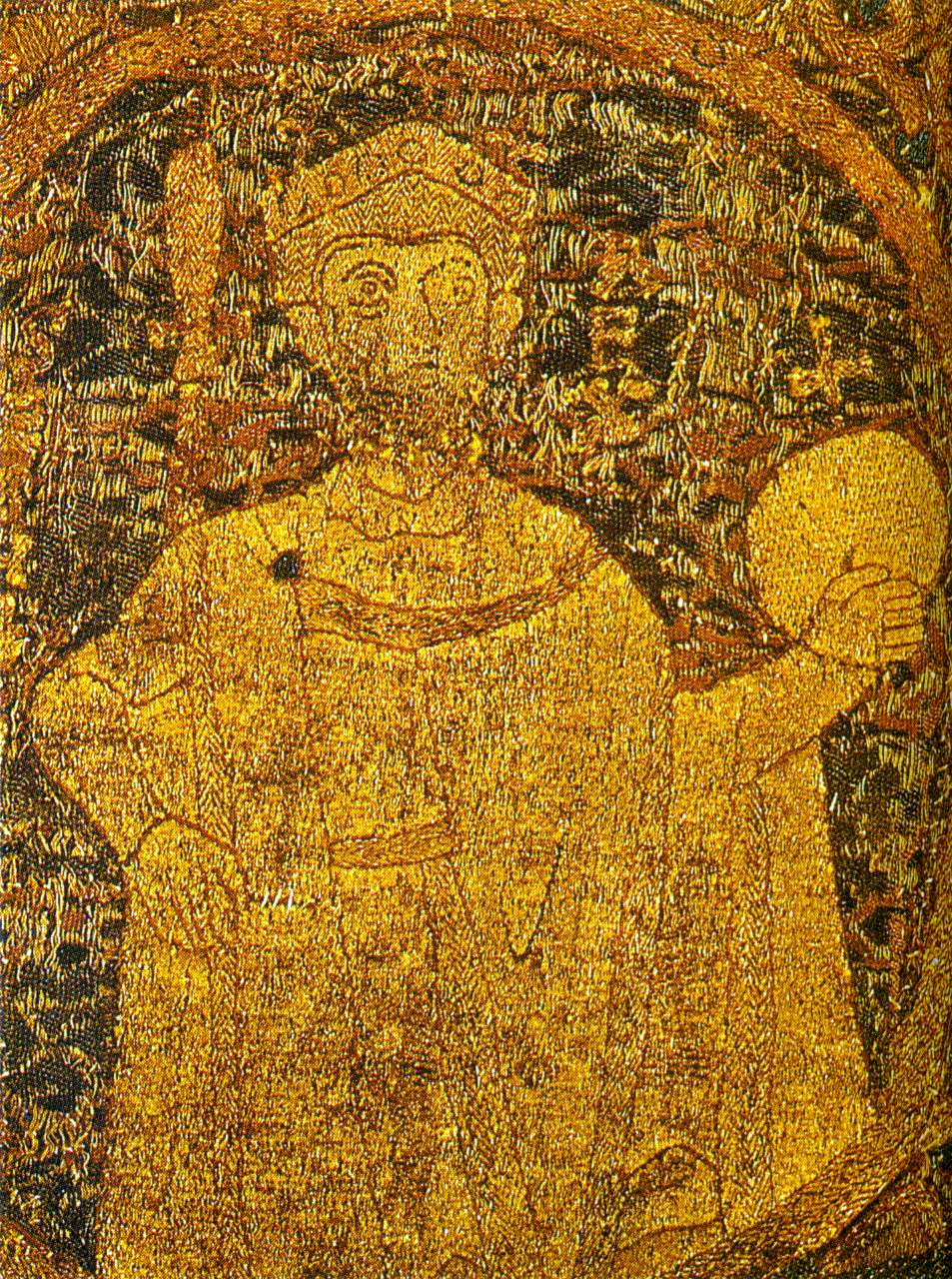
r.

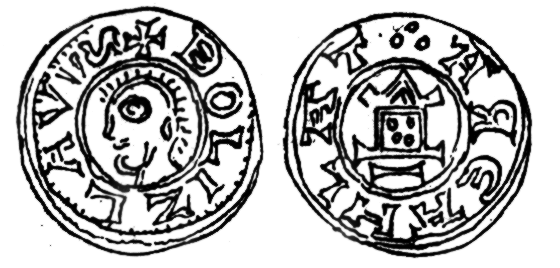
Denário de

Ladislau era filho de Miguel, que foi o irmão mais jovem do grão-príncipe Taxis. Segundo os historiadores húngaros, incluindo Gyula Kristó, era o filho mais jovem de Miguel. Por outro lado, Steinhübel e outros estudiosos eslovacos, escrevem que seu irmão Basílio era mais jovem. O nome de sua mãe é desconhecido. György Györffy escreve que ea "pode ter sido" aparentada com Samuel da Bulgária, pois o nome de seus filhos foram populares na família de Samuel.
Györffy também escreve que Ladislau e seu irmão não estavam em posição de deter funções administrativas quando seu pai morreu em algum momento antes de 997. Em contraste com essa visão, Vladimir Segeš escreve que seu tio, o grão-príncipe Géza, nomeou Ladislau para administrar o Ducado de Nitra logo após seu pai ser assassinado, cerca de 977, sob ordens dele. Segeš adiciona que Géza demitiu Ladislau em favor de seu próprio filho Estêvão I em 995, mas o último, quando sucedeu Géza como grão-príncipe em 997, novamente conferiu o ducado a Ladislau.
Uma terceira visão é apresentada por Steinhübel. Ele diz que Ladislau apenas tornou-se duque após o duque da Polônia Boleslau, o Bravo ocupar grandes territórios de Estêvão ao norte do Danúbio em 1001, que à época foi coroado rei da Hungria. Segeš também escreve que Ladislau administrou pela segunda vez o Ducado e Nitra sob suserania polonesa no começo do século XI. Por outro lado, a teoria de que grandes territórios ao norte do Danúbio estiveram sob suserania polonesa no começo do século XI – que apenas se baseia numa fonte posterior, a Crônica Polonesa-Húngara – é fortemente criticada por Györffy. Ele diz que o "Ducado de Nitra" foi administrado à época por um dos escudeiros do rei Estêvão, Honto.
Se Ladislau morreu como vassalo de Boleslau ou Estêvão é algo debatido mesmo pelos historiadores eslovacos. Segundo Segeš, ele apenas morreu após os polacos saem de Nitra em 1018, e com sua morte seu irmão Basílio sucede-o como vassalo de Estêvão. Por outro lado, Steinhübel diz que Ladislau ainda era vassalo de Boleslau quando morreu e seu irmão sucedeu-o em algum ponto antes de 1030.

## Família
A Crônica Iluminada diz que ele obteve "sua esposa da Rutênia". Com base em seu relato, o historiador húngaro Gyula Kristó diz que ela era membro da dinastia ruríquida da Rússia de Quieve. Segundo muitos cronistas húngaros, Ladislau foi o ancestral dos reis da Hungria que reinaram após 1046, pois era pai de três filhos, incluindo os reis André I e Béla I. Contudo, outras fontes, incluindo a Crônica de Zagrebe e uma Lenda de São Gerardo preservaram a tradição de que seu pai foi na verdade Basílio. Tanto Györffy como Steinhübel escreve que Ladislau tinha um filho, mas seu nome era Bonuzlo, segundo o primeiro, and Domoslau, segundo o último.